# Saludemos la Patria orgullosos
Saludemos la Patria orgullosos is het volkslied van El Salvador. Aangesteld in 1953, de tekst is gemaakt door Juan José Cañas en de muziek door Juan Aberle.

## Spaanse tekst
REFREIN:
Saludemos la patria orgullosos
de hijos suyos podernos llamar;
y juremos la vida animosos,
sin descanso a su bien consagrar.
PRIMERA ESTROFA
De la paz en la dicha suprema,
siempre noble sono El Salvador;
fue obtenerla su eterno problema,
conservarla es su gloria mayor.
Y con fe inquebrantable el camino
del progreso se afana en seguir,
por llenar su grandioso destino,
conquistarse un feliz porvenir.
Le protege una ferrea barrera
contra el choque de ruin deslealtad,
desde el día que en su alta bandera
con su sangre escribió: LIBERTAD!!
REFREIN
SEGUNDA ESTROFA
Libertad es su dogma, es su guía
que mil veces logro defender;
y otras tantas, de audaz tiranía
rechazar el odioso poder.
Dolorosa y sangrienta es su historia,
pero excelsa y brillante a la vez;
manantial de legitima gloria,
gran lección de espartana altivez.
No desmaya en su innata bravura,
en cada hombre hay un héroe inmortal
que sabrá mantenerse a la altura
de su antiguo valor proverbial.
TERCERA ESTROFA
Todos son abnegados, y fieles
al prestigio del bélico ardor
con que siempre segaron laureles
de la patria salvando el honor.
Respetar los derechos extraños
y apoyarse en la recta razón
es para ella, sin torpes ámanos
su invariable, mas firme ambición.
Y en seguir esta línea se aferra
dedicando su esfuerzo tenaz,
en hacer cruda guerra a la guerra;
su ventura se encuentra en la paz.
REFREIN